# Paratrichocladius tusimocedeus
Paratrichocladius tusimocedeus är en tvåvingeart som beskrevs av Sasa och Suzuki 1999. Paratrichocladius tusimocedeus ingår i släktet Paratrichocladius och familjen fjädermyggor. Inga underarter finns listade i Catalogue of Life.